# José Lapayese del Río
José Lapayese del Río (1926-2000) fue un pintor español.

## Biografía
Nacido en 1926 en Madrid, el día 1 de mayo, era hijo del pintor y artesano José Lapayese Bruna y hermano del también artista Ramón Lapayese del Río. Entre los premios que obtuvo se encontraron un primer premio del concurso Villacís, concedido por la Diputación Provincial de Murcia, y un premio Morera, de Lérida, ambos en la década de 1970, entre otros galardones. Falleció el 17 de abril de 2000.